# 世界遺産 (テレビ番組)
『世界遺産』（せかいいさん）は、ユネスコ総会が採択した世界遺産を題材とするTBSテレビ制作のテレビ番組（紀行・ドキュメンタリー番組）である。
1996年（平成8年）4月15日（月）から2008年（平成20年）3月23日までは『世界遺産』の題名で毎週日曜23:30 - 翌0:00（JST）に放送され、4月6日より毎週日曜18:00 - 18:30（JST）の時間帯への移行に伴い『THE世界遺産』（ざ・せかいいさん）に改題された。2015年（平成27年）4月5日より同時間帯のまま『世界遺産 THE WORLD HERITAGE』（せかいいさん ざ・わーるど・へりてーじ）として放送が行われている。また、放送開始前の17:59 - 18:00に当番組の放送内容が放送されている。
BS-TBSで本番組の後に放送されていた『THE世界遺産3D GRAND TOUR』（ざ・せかいいさんすりーでぃー ぐらんどつあー）、同じくBS-TBSで月に一度（2014年4月からは月に2度）放送されていた『THE世界遺産4K PREMIUM EDITION』（ざ・せかいいさんよんけい ぷれみあむえでぃしょん）に関してもここで併せて説明する。

## 番組概要
様々な世界遺産の映像を『ソニーの最新映像技術システムで未来永劫記録していく』というソニーの企画から始まった。開始当初の映像はNTSCによる4:3の映像記録だった為、ハイビジョンでの記録ではなかった。その後、ハイビジョンカメラのロケ現場への投入や地上デジタルテレビ放送の開始により、ハイビジョンでの放送が整った。なお「世界遺産」BSデジタル放送開始時では、初めからハイビジョンで放送されている。
日本の世界遺産を取り上げる場合、TBS（東京放送→TBSテレビ。以下同じ）の放送エリアである関東地方にある世界遺産以外は、地元のTBS系列と共同制作または制作協力の元で放送することになっている。但し、『THE世界遺産3D GRAND TOUR』と『4K・8K撮影の特別編』については、日本国内の世界遺産を取り上げる場合でも、地元系列は、共同制作や制作協力に加わらない。
日本国内の構成資産の正式登録が決まった場合、登録決定日直後、またはその翌週の放送は内容を変更するが、以下の例外もある。
- 2016年（平成28年）に、複数の国家に跨って文化遺産に登録された『国立西洋美術館』（東京都台東区）については、単独では放送せず、10月23日に『「西洋美術館」巨匠がつくった傑作のヒミツ』として、フランス人建築家「ル・コルビュジエ」が設計した『ル・コルビュジエの建築作品-近代建築運動への顕著な貢献-』と共に放送した。
- 2017年（平成29年）に、第41回世界遺産委員会での文化遺産への登録が決定した『宗像・沖ノ島と関連遺産群』（福岡県宗像市の宗像大社）については、内容の変更をせず、7月23日放送の『日本の世界遺産すべて!』に追加する形での放送となる。
- 2021年（令和3年）7月27日に文化遺産に登録された『北海道・北東北の縄文遺跡群』（北海道・青森県・秋田県・岩手県）については、約1年2か月後の2022年（令和4年）10月2日・10月9日と2週にわたり放送された。

## 提供スポンサー
放送開始当初はソニー一社提供で、オープニングの本編はじめに「Sony presents」と表示され読み上げられていた。エンディングコールは、英語で「This program has been brought to you by SONY」（日本語訳「この番組は、ソニーが（の提供で）お送りしました」）。『世界遺産』時代には、カウキャッチャーとして、ソニーグループのCMが30秒間流れた後で、オープニングの本編始めに「Sony presents」と表示されていた。「THE世界遺産3D GRAND TOUR」では、先にカウキャッチャーとしてソニーのCMを一分間流した後に3D放送に関する注意が流れ、その後で番組が始まる。なお、3D版はエンディング時のコールはない。
しかし、2015年（平成27年）3月29日放送回をもってソニー一社提供を降板し、後継はキヤノンや三菱東京UFJ銀行（現在：三菱UFJ銀行）など複数社提供に変わった。また、番組名も「世界遺産 THE WORLD HERITAGE」になった。1年後の2016年4月3日放送回からはキヤノン一社提供となり、オープニングの場面で「Canon presents」のコールが入るようになった。
当番組が休止の場合（17:30から放送されている『Nスタ』の繰り下げ時は除く）、キヤノンは提供せず、当番組の時間帯は、ローカルスポットとなる（主に『ザ・ベストワン』の放送時が該当）。

## 経過

### 「世界遺産」放送開始
1996年（平成8年）4月15日（月）放送開始。第1回はマチュ・ピチュ遺跡を紹介した（2006年5月7日放送で再び採り上げられた）。
1999年（平成11年）2月放送のカナイマ国立公園では番組初のハイビジョン撮影が行われた。その後も不定期で実施され、秋以降は全てハイビジョン撮影に移行した。
2008年（平成20年）1月6日（地上波）、1月11日（BS-i（当時））放送の「スマトラの熱帯雨林 〜インドネシア〜」、2008年（平成20年）3月23日（地上波）、3月28日（BS-i（当時））放送の「ロレンツ国立公園II 〜インドネシア〜」ではデジタル放送において5.1サラウンド放送を実施。このように不定期で地上デジタル放送・BSデジタル放送において5.1サラウンド放送を実施する場合もある。
最高視聴率は、イグアス国立公園の9.4%（2000年3月19日放送）。

### アナログ放送〜デジタル放送化
1996年（平成8年）の放送開始当初は全て4:3画面で放送されていた。ワイドクリアビジョン放送については1997年（平成9年）1月より不定期で実施され、1999年（平成11年）1月より完全移行となった。2008年（平成20年）3月まではCMを含め全編16:9レターボックスで放送されていたが、『THE世界遺産』改題後は画角14:9サイズでの放送となると同時にワイドクリアビジョン対応でなくなった。
- しかし、日本の地上アナログテレビ放送が、あと1年後に終了するにあたり、2010年（平成22年）7月4日放送分からは、再び16:9のレターボックスサイズで放送され、番組の開始の際、上下の黒幕部分にて『アナログ放送終了のお知らせ』告知している（但し、ワイドクリアビジョン放送ではない）[注釈 8]。
- 2008年（平成20年）3月までのエンディングでは「BS-iでは毎週金曜日にデジタルハイビジョンでご覧になれます」という旨の告知がながれていた。

地上波で表示される「HVハイビジョン制作・字幕」テロップ（TBS系で2008年7月27日放送分以降は「字幕」テロップのみ）の表示は地上波マスターの提供クレジットテロップから出しているが、落ち着いた雰囲気で楽しむことに配慮しているためか通常はカットイン〜カットアウトで表示される他のTBS制作の番組とは違い、フェードインからフェードアウトでの表示である。この形態は『THE世界遺産』改題後も続いている。

### 受賞歴
番組カメラマンおよび番組は数々の受賞歴がある。ギャラクシー賞、ATP賞、橋田賞など、映像関係の賞を多く受賞している。そのほか、2004年（平成16年）にはグッドデザイン賞を受賞。2006年（平成18年）には、世界遺産を管理するUNESCO（国際連合教育科学文化機関）から感謝状とメダルが、TBSとソニーに贈呈された（民間への贈呈はこれが初である）。

### 評判〜THE世界遺産へ
PTAの子供に見せたい番組上位常連の番組であるが、元々子供向けの番組ではない上、リアルタイムで見せるには放送時間が日曜23:30からであることからふさわしくない時間帯であったが、新たな視聴者を獲得するため、2008年（平成20年）4月6日から放送時間を18:00 - 18:30に繰り上げることとなり、同時にタイトルも『THE世界遺産』と改めることになった（第1回の放送は18:00 - 19:00の1時間スペシャル版。こちらもソニー一社提供）。しかし、移動後の放送時間が『ちびまる子ちゃん』（フジテレビ）、『パズドラ』（テレビ東京）などに重なっているため、子供の視聴者を獲得することにはあまり繋がらなかった。BS-iもこれまでの金曜23:00から4月12日より毎週土曜19:00開始に移行した後、2011年4月から土曜17:00開始に移行した。

### 3D放送開始
2010年（平成22年）12月18日から、スカパー!（HDと光）の3D専用チャンネルで放送を開始。そして、2011年（平成23年）4月2日からは、BS-TBSで、THE世界遺産放送後の17:29から『THE世界遺産3D GRAND TOUR』として放送を開始した。放送はサイド・バイ・サイド方式。3D放送であるため、番組の最初に3Dに関する注意、必要機器、非対応機器で視聴時の見え方の注意等が表示された後、番組が開始する。2014年（平成26年）3月22日に、番組が終了した。

### THE世界遺産4K PREMIUM EDITION
BS-TBSで2013年（平成25年）6月1日から、毎月第1土曜放送される番組。ソニーのCineAltaで現行放送の約4倍の画素数となる4096×2160/60p（DCI 4K）で撮影されている。題名の『〜4K』は4Kで収録されていること事を示しており、4K収録のレビュラー番組としては日本初であるが、BS-TBS放送時は通常のHD 1080iへダウンコンバートされての放送である。TBSとBS-TBSの共同制作。2014年4月からは毎月第1・第2土曜放送になった。なお、放送内容は毎回新作ではなく、再放送も含まれる。Channel 4Kでは、本来の画質である4K UHDで 「地球の素顔」を2014年7月放送する。

### 世界遺産 THE WORLD HERITAGEへ
2015年度、『世界遺産 THE WORLD HERITAGE』のタイトルになる。BS-TBSにおける放送が4K版を含めて終了し、地上波による放送のみとなった。SONYのスポンサー降板・撤退によりキヤノンの撮影機材が使用されるようになった。2016年4月からは上述の通りキヤノン一社提供になり、オープニングで「Canon presents」コールが復活した。

## ナレーション
『世界遺産』および『THE世界遺産』のナレーションは、語りに長けるアナウンサーや声優などを起用せず、他の機会においてナレーションの経験が少ない俳優を起用している。『THE世界遺産3D GRAND TOUR』及び『THE世界遺産4K PREMIUM EDITION』では声優を起用する。

### 『世界遺産』時代
- 初代：緒形直人（1996年4月15日 - 2001年4月22日）
- 2代目：寺尾聰（2001年4月29日 - 2005年10月2日）
  - スペシャル：永作博美、中嶋朋子、原田知世（2004年10月10日・10月17日・10月24日）
女優3人を起用した回は、通常当番組で取り上げる「形ある世界遺産」ではなく、「もうひとつの世界遺産」と呼ばれる無形文化遺産を紹介した。
- 3代目：オダギリジョー（2005年10月9日 - 2006年3月26日）
  - スペシャル：高倉健（2006年4月分）
※この回は2008年5月10日にTBSチャンネルで「高倉健特集」として4回分まとめて再放送。オープニングの本編始めの「Sony presents」の表示やエンディングコールでの「SONY This Program is brought to you by Sony Family」もそのまま放送される。
- 4代目：中村勘太郎（2006年5月7日 - 2008年3月23日）
  - スペシャル：鈴木京香（2006年11月5日の『黄金の世界史』編、11月12日の『ワインのある風景』編）
  - スペシャル：菅野美穂（2007年11月4日の『火山』編、11月11日の『氷河』編）

### 『THE世界遺産』時代
- 5代目：市村正親（2008年4月6日 - 2010年3月28日）
  - スペシャル：常盤貴子（2010年1月10日の『船でめぐるドナウの旅』編、1月17日の『鉄道で越えるアルプスの旅』編）
- 6代目：深津絵里、磯部弘（一部解説を担当）（2010年4月4日 - 2014年3月30日）
- 7代目：藤原竜也、堀井美香（当時TBSアナウンサー、一部解説を担当）（2014年4月6日 - 2015年3月）

### 『世界遺産 THE WORLD HERITAGE』時代（2015年4月以降）
- 7代目：藤原竜也、堀井美香（当時TBSアナウンサー、一部解説を担当）（2015年4月 - 2017年9月24日）
- 8代目：杏（2017年10月1日 - 2024年3月24日）
杏は2022年8月にパリに移住したが、同地からテレワークする形でナレーション収録を継続している[6][7]。
- 9代目：鈴木亮平（2024年4月7日 - ）[8]

### 『THE世界遺産3D GRAND TOUR』
- 堀勝之祐、小山茉美 他

### 『THE世界遺産4K PREMIUM EDITION』
- 堀内賢雄

## テーマ曲・オープニング映像

### 『世界遺産』時代
- 「The Song of Life」（鳥山雄司）

テーマ曲は放送開始から最終回まで12年間一貫して同一曲が用いられたが、ナレーターの交替に合わせる形で新たな編曲が施され、その数は4バージョンにも及ぶ。
初代・2代目・3代目はCD化されている。4代目は、3代目を母体にして、オープニングのCG画像部分（25秒間）を鳥山のエレクトリック・ギターを駆使したサウンドに作り直したものである。
オープニング映像は下記の通り変遷を遂げている。
- 初代： 1996年4月 - 2001年3月（ワイドクリアビジョン映像）[注釈 9]
- 2代目： 2001年4月 - 2006年4月（アナログワイドクリアビジョン、デジタルハイビジョン映像）
- 3代目： 2006年5月 - 2008年3月（アナログワイドクリアビジョン、デジタルハイビジョン映像）

### 『THE世界遺産』時代
- 初代： 2008年4月 - 2010年3月「Les enfants de la Terre〜地球のこどもたち〜」（服部隆之）エンディングは、宮本笑里の演奏によるバージョンが使われている。
- 2代目： 2010年4月 - 2013年3月「風の詩〜THE 世界遺産」（小松亮太）
- 3代目： 2013年4月 - 2015年9月「風の詩〜THE 世界遺産 version2013」（小松亮太）

2010年8月4日、世界遺産時代の使用楽曲を含む、各挿入曲の様々なバリエーションも納めた18曲入りコンプリート・サウンドトラック・アルバム『THE世界遺産 Music Heritage』がソニー・ミュージックジャパン インターナショナルから発売された。
なお、「3D GRAND TOUR」「4K PREMIUM EDITION」は本番組に準ずるが、オープニング画像は地上波版とは異なる。

### 『世界遺産 THE WORLD HERITAGE』時代（2015年10月以降）
- 初代：2015年10月 - 2017年9月 メインテーマ「Vermillion Palace」・エンディングテーマ「Mystic Journey」（松本孝弘）
- 2代目：2017年10月 - メインテーマ「鳥のように」・エンディングテーマ「つくる世界」（大橋トリオ）

## ネット局と放送時間
| 放送対象地域   | 放送局                    | 系列    | 放送時間           | ネット状況 |
| -------------- | ------------------------- | ------- | ------------------ | ---------- |
| 関東広域圏     | TBSテレビ（TBS）          | TBS系列 | 日曜 18:00 - 18:30 | 制作局     |
| 北海道         | 北海道放送（HBC）         | TBS系列 | 日曜 18:00 - 18:30 | 同時ネット |
| 青森県         | 青森テレビ（ATV）         | TBS系列 | 日曜 18:00 - 18:30 | 同時ネット |
| 岩手県         | IBC岩手放送（IBC）        | TBS系列 | 日曜 18:00 - 18:30 | 同時ネット |
| 宮城県         | 東北放送（tbc）           | TBS系列 | 日曜 18:00 - 18:30 | 同時ネット |
| 山形県         | テレビユー山形（TUY）     | TBS系列 | 日曜 18:00 - 18:30 | 同時ネット |
| 福島県         | テレビユー福島（TUF）     | TBS系列 | 日曜 18:00 - 18:30 | 同時ネット |
| 山梨県         | テレビ山梨（UTY）         | TBS系列 | 日曜 18:00 - 18:30 | 同時ネット |
| 長野県         | 信越放送（SBC）           | TBS系列 | 日曜 18:00 - 18:30 | 同時ネット |
| 新潟県         | 新潟放送（BSN）           | TBS系列 | 日曜 18:00 - 18:30 | 同時ネット |
| 静岡県         | 静岡放送（SBS）           | TBS系列 | 日曜 18:00 - 18:30 | 同時ネット |
| 富山県         | チューリップテレビ（TUT） | TBS系列 | 日曜 18:00 - 18:30 | 同時ネット |
| 石川県         | 北陸放送（MRO）           | TBS系列 | 日曜 18:00 - 18:30 | 同時ネット |
| 中京広域圏     | CBCテレビ（CBC）          | TBS系列 | 日曜 18:00 - 18:30 | 同時ネット |
| 近畿広域圏     | 毎日放送（MBS）           | TBS系列 | 日曜 18:00 - 18:30 | 同時ネット |
| 鳥取県・島根県 | 山陰放送（BSS）           | TBS系列 | 日曜 18:00 - 18:30 | 同時ネット |
| 岡山県・香川県 | RSK山陽放送（RSK）        | TBS系列 | 日曜 18:00 - 18:30 | 同時ネット |
| 広島県         | 中国放送（RCC）           | TBS系列 | 日曜 18:00 - 18:30 | 同時ネット |
| 山口県         | テレビ山口（tys）         | TBS系列 | 日曜 18:00 - 18:30 | 同時ネット |
| 愛媛県         | あいテレビ（itv）         | TBS系列 | 日曜 18:00 - 18:30 | 同時ネット |
| 高知県         | テレビ高知（KUTV）        | TBS系列 | 日曜 18:00 - 18:30 | 同時ネット |
| 福岡県         | RKB毎日放送（RKB）        | TBS系列 | 日曜 18:00 - 18:30 | 同時ネット |
| 長崎県         | 長崎放送（NBC）           | TBS系列 | 日曜 18:00 - 18:30 | 同時ネット |
| 熊本県         | 熊本放送（RKK）           | TBS系列 | 日曜 18:00 - 18:30 | 同時ネット |
| 大分県         | 大分放送（OBS）           | TBS系列 | 日曜 18:00 - 18:30 | 同時ネット |
| 宮崎県         | 宮崎放送（MRT）           | TBS系列 | 日曜 18:00 - 18:30 | 同時ネット |
| 鹿児島県       | 南日本放送（MBC）         | TBS系列 | 日曜 18:00 - 18:30 | 同時ネット |
| 沖縄県         | 琉球放送（RBC）           | TBS系列 | 日曜 18:00 - 18:30 | 同時ネット |

### 過去のネット局
| 放送対象地域 | 放送局          | 系列           | 放送時間           | 備考 |
| ------------ | --------------- | -------------- | ------------------ | --- |
| 日本全国     | BS-TBS          | BSデジタル放送 | 土曜 17:00 - 17:29 | 遅れネット 2011年4月から時間変更となり、2014年3月まではこの番組の後すぐ 「THE世界遺産3D GRAND TOUR」を放送していた。 2013年6月からは毎月第1土曜日に「THE世界遺産4K PREMIUM EDITION」を放送。 2014年4月からは第2土曜日も4K版になり、2015年3月で放送終了。 |
| 秋田県       | 秋田放送（ABS） | 日本テレビ系列 | 土曜 18:30 - 19:00 | 遅れネット 1996年10月 - 2012年3月31日まで放送。 |

### 備考
- BS-i（2009年4月よりBS-TBS）では、開局の2000年（平成12年）12月より過去の回[注釈 13]を再放送していたが、2003年（平成15年）10月からは、地上波での放送から5日後の毎週金曜23:00 - 23:30に放送するようになった。映像は地上波に先駆けてハイビジョン映像で放送されている。

※字幕放送は行われていない。2005年（平成17年）11月末放送まではデータ放送を行っていた（その後、データ放送を再開）。エンディングでは最後の告知部分が省略されている（地上波での放送時間は次回予告に表示される）。また、「END」表示のシーンの直後に、意見感想の募集またはプレゼント（DVD）の告知が放映される。
※『THE世界遺産』改題後は、2008年（平成20年）4月19日より毎週土曜19:00 - 19:30の放送となった。（4月12日は19:00 - 20:00）。そして、2011年4月からは現在の時間帯に変更され、「3D GRAND TOUR」と連続放送になった。2D版及び4K版終了時の「END」表示時に、3D版開始以後、2014年3月までは「この後もひきつづき 「THE世界遺産」3Dシリーズをお楽しみください。」と表示されている。2012年4月からの一年は再びこれまでの中からの再放送に内容が変更されていた。2013年4月からは「4K PREMIUM EDITION」が放送される第1土曜日（2013年6月 - ）を除き、地上波の6日遅れ放送になる。
- 2011年からTBSでは第2 - 最終土曜日の翌日未明の2:48 - 3:18に再放送を行っている。この場合再放送でもCM中は全てSONYのみ。

## 放送休止や時間変更など
かつてTBSの日曜夕方の時間帯は、特番やスポーツ中継などの影響を受けにくかったため、このような措置を取ることは極めて異例だった。

### スポーツ中継の影響
- 1996年（平成8年）4月15日（月）の『世界遺産』第1回放送は、前夜の巨人戦中継延長のため、30分押しとなる0:00からの放送となった。
- 1997年以降は世界陸上競技選手権大会開催の時期は世界陸上中継で放送休止となる場合がある。この他、夏季オリンピック（1996年7月28日のアトランタオリンピック、2004年8月15日と8月22日のアテネオリンピック、2012年8月12日のロンドンオリンピック、2021年8月1日と8月8日の東京オリンピック）、冬季オリンピック（2014年2月16日のソチオリンピック）期間中は放送休止となる場合もあり、また、1998年7月12日は1998 FIFAワールドカップ決勝『ブラジル×フランス』の中継のため休止となった場合もあった。
- 2009年（平成21年）から2016年（平成28年）まで、『中日クラウンズゴルフ・最終日』中継の影響（15:30（2009年は15:00） - 17:24まで放送される）で日5アニメ枠と『Nスタ[注釈 15]』が30分ずつスライドする為、該当週は休止となっていた。
- 2014年10月26日放送予定だった、「ジャイアンツ・コーズウェイとその海岸」は、プロ野球日本シリーズ第2戦『阪神タイガース×福岡ソフトバンクホークス』の中継のため、2015年1月25日に改めて振り替え放送となった。ちなみに、雨天中止による放送内容は、「フォンテーヌブロー宮殿と庭園」となっていて、2014年12月14日放送となった。
- 2015年11月15日放送予定だった、「大ヒマラヤ国立公園」は、世界野球の2015 WBSCプレミア12 予選ラウンド 第5戦『日本×ベネズエラ』の中継により、後続番組の『夢の扉+』が当初より30分早い、18:00 - 18:30に放送のため、後日改めて振り替え放送する予定。ちなみに、雨天中止による放送内容は、「ピエモンテのブドウ園景観」となっていて、12月13日放送となった。
- 2024年11月3日放送予定だった「紅葉の絶景をめぐる 日本の世界遺産」は、プロ野球SMBC日本シリーズ第6戦『横浜DeNAベイスターズ×福岡ソフトバンクホークス』中継[注釈 16]のため、翌々週11月17日放送予定（なお翌週11月10日は『2024三井住友VISA太平洋マスターズゴルフ・最終日』中継の影響により『TBSテレビ系列日曜夕方枠のアニメ』『日5アニメ枠』『Nスタ』が30分ずつスライドされるため番組休止）。

### ニュース・報道特番の影響
- 2011年（平成23年）3月13日「ラス・メドゥラス」は、3月11日に発生した東日本大震災の報道特別番組により休止となり、その回の振り替え放送は7月10日放送された。
- 2015年（平成27年）2月1日放送予定だった、「マヌー国立公園」は、『Nスタ』をISILによる日本人拘束事件に関する「緊急特番」として17:30 - 18:30に拡大放送したため、休止、翌週2月8日に改めて振り替え放送となった。なお、2月8日放送予定だった「ルアンパバーンの町」は、3月8日に改めて放送となった。
- 2016年（平成28年）4月17日放送予定だった、「放送20周年スペシャル 大河ナイルの旅II 海に沈んだクレオパトラの宮殿」は、『Nスタ』を熊本地震に関する“緊急特番”として17:30 - 18:30に拡大放送したため、休止、翌週4月24日に改めて振り替え放送となった。
- 2022年（令和4年）10月23日は、『Nスタ 調査報道SP 存在しないクリニックの名で無料PCR検査所が…疑惑追跡』放送で、Nスタが18:30まで拡大したため、番組休止となった。
- 2023年（令和5年）
  - 3月12日は、『Nスタ 調査報道スペシャル』放送で、Nスタが18:30まで拡大したため、番組休止となった。
  - 10月29日は、『Nスタ 気候変動スペシャル』放送で、Nスタが18:30まで拡大したため、番組休止となった。

### バラエティ特番の影響
- 2017年（平成29年）から2019年（平成31年）3月までと2022年（令和4年）4月からは、通常は18:30から放送される『バナナマンのせっかくグルメ!!』が18:00から時間枠を拡大して（55分→60分→180分間）放送されることがあり、この場合でも該当週は休止となる。
  - 上記と同様に2022年（令和4年）3月まで17:00から放送されていた『所さんお届けモノです!』（毎日放送制作）が18:00まで拡大する場合でも該当週は休止し、『Nスタ』を繰り下げて放送していた。
- 2015年12月27日は、『夢の扉+』が18:00 - 18:30の放送（『世界衝撃映像100連発』（18:30 - 21:00）の放送）のため、休止。
- また2019年に入ってからは、18:00から先述の『せっかくグルメ!!』以外の単発のバラエティ番組を編成するため放送休止するケースも出ている。

### 放送予定の変更
- 2011年（平成23年）6月26日放送は、「インド洋に浮かぶ奇岩の渓谷 - チンギドベマラハ自然保護区」を放送する予定だったが、日本時間同日未明に「平泉」が世界文化遺産への正式登録が決定した事から急遽内容を変更し、「平和への祈りの黄金郷 平泉 - 浄土を表す建築・庭園」を放送した。ただし、一部系列局のホームページやEPGの番組表には反映されなかった[注釈 17]。なお、翌週7月3日放送は、同じく世界自然遺産への正式登録が決まった「小笠原諸島」を放送した。ちなみに6月26日放送予定だった分の振り替え放送は9月18日放送され（当初は10月2日放送だった）、7月3日放送予定だった「コパンのマヤ遺跡」は9月4日放送された。
- 2013年（平成25年）6月23日放送は、当初「ウシュクロン国立公園」が放送される予定だったが、前日の6月22日に富士山が世界文化遺産の正式登録が決まったことから、当初の予定を変更して「富士山I 火の山の素顔に迫る!」（6月23日）と「富士山II 水の山の素顔に迫る!」（6月30日）を2週に渡り放送した。なお、2011年の「平泉」・「小笠原諸島」の時とは異なり、系列のホームページやEPGの番組表には反映[注釈 18]された。ただし、BS-TBSでは第1週（7月6日）が『4K PREMIUM EDITION』放送のため、6月30日の「富士山II」の再放送は4K版放送後の7月6日17:30から（通常は3D GRAND TOURの時間帯）となった。
- 2014年（平成26年）6月29日放送は、当初「トゥバタハ海洋公園」が放送される予定だったが、6月21日に富岡製糸場が世界文化遺産の正式登録が決まったことから、当初の予定を変更して「世界を変えた!日本のシルク 〜 富岡製糸場と絹産業遺産群」を放送した。なお、「富岡製糸場」は6月21日土曜（日本時間）夕方に世界文化遺産の正式登録が決まったが、2011年（平成23年）6月の「平泉」の時とは異なり、翌6月22日放送は変更せず、予定通り「追跡!幻のオオヤマネコ」を放送した。なお、「トゥバタハ海洋公園」は、7月20日放送された。

### その他のケース
- 2016年（平成28年）12月4日と11日放送分は休止。そのため、『機動戦士ガンダム 鉄血のオルフェンズ』と『Nスタ』が通常時より30分遅れの17:30と18:00でそれぞれ放送となった。

## スタッフ
- 構成：浜田悠、新貝典子、長谷川勉 他
- ナレーション：鈴木亮平
- 編集：飯田直美、福栄臣朗、神野学 他
- カラリスト：オムニバス・ジャパン
- EED：柳原千遥
- MA：中村和弘
- 音効：中嶋尊史、大庭秀夫、北條玄隆（中嶋→一時離脱→復帰）他
- CG：TBS ACT
- 編成：中野翔貴
- 宣伝：筒井理恵
- デスク：横手直子
- ラインプロデューサー：藤川沙恵香、高松史奈
- 協力：藤田大輔、高城千昭（以前はプロデューサー→エグゼクティブアドバイザー）
- アドバイザー：下尾雅美
- ディレクター：小澤政志、田口亮、小高望、内田淳、渡辺充浩、竹内みなみ 他
- 総合演出：江夏治樹（以前はディレクター/プロデューサー）
- プロデューサー：佐野香（TBSテレビ）、橋爪舞・甲坂舞（TBSスパークル）
- 制作協力：TBS SPARKLE
- 制作：TBSテレビ情報制作局
- 製作著作：TBS

### 過去のスタッフ
- 構成：小山薫堂、松谷光絵、柴崎明久、山名宏和、たむらようこ、古賀文恵、水野英昭
- オープニングCG：南明紀→岩崎友宏（タイトルアート）→森下征治（TANGEFlLMS）
- EED：佐々木修、大地昌彦、森雄一、増田枝里子、石田若菜
- MA：河村茂治
- 音効：増子彰
- 編成：永山由紀子→荒井麻理子→松岡洋太→福間寛子、小島健之→後藤大希
- 宣伝：鈴木慎治→田中瑞穂→小池由紀→樋口真佳→小野明→重原由佳→奥山由子→吉川千冬
- デスク：横川悦子、関根真紀
- ラインプロデューサー：田村英士（田村→以前は制作進行）、藤井未希（藤井→以前はAD）
- 現場の撮影コーディネーター：セネガル、マリ共和国、ベナン共和国、ニジェール、チャッド ：エクセルマン・プロダクションズ
- ディレクター：柳沢裕美子、古賀淳也、奥村健太、石渡哲也
- 演出：大矢慎吾、柳信也
- プロデューサー：辻村國弘、西野哲史、堤慶太、大野清司、尾賀達朗、神保泰歩

## その他・逸話

### 『世界遺産』時代
- 2001年（平成13年）8月12日には「5周年特別企画・密着!"世界遺産"はこうして作られる」と題して、「世界遺産」番組制作の裏側が紹介された。
- 2006年（平成18年）4月の1か月間は、放送開始10周年を記念した「ベストオブ世界遺産」を放送した。
  - 番組タイトル表示では、世界遺産のロゴの下に「Special」の文字がフレームインされていた。
  - 全5回のうち第1回から第4回までのナレーションを高倉健が担当した。
  - 第5回は「ナレーション無し・映像と音楽だけ」という異例の構成で放送された。ナレーション無しはこの一回のみ。

### 『THE世界遺産』時代
- 『THE世界遺産』改題後も、『世界遺産』時代のタイトルロゴは現在でも併用するかたちで使われている。
- 『THE世界遺産』改題後は、地上波放送では画面右上に内容を示したヘッダが表示される（デジタル・アナログ共に）ようになったが、BSデジタル放送では同ヘッダは表示されない。
- 『世界遺産』時代には、直前の『情熱大陸』終了直後にクロスプログラムがあり、「世界遺産、まもなくです」[注釈 19]と5秒あったが、『THE世界遺産』からは、それが無くなった替わりに、その日に放送されている日曜昼の『JNNニュース』、日曜夕方の『Nスタ[注釈 20]』の放送途中に、15秒間の予告が流されるようになった。ただし、報道系の特番が放送される時には、当番組の予告は流されない。
- 2009年（平成21年）10月18日放送分の「パリのセーヌ河岸」では、テレビ番組初となる全編CineAltaによる、デジタルシネマカメラで撮影された[10]。
- 2015年2月22日には、この番組の直後に放送される『夢の扉+』とのコラボレーション企画で「アンコール遺跡」を1時間スペシャルとして放送。ナレーションはこの番組からは藤原が前半を、夢の扉＋からは中井貴一が後半を担当。この回のみソニーとNTTドコモの2社提供で放送された。

### その他
- 設定状況によるが、日本語版「Google Earth」で世界遺産の衛星写真を見るとこの番組のロゴが現れ、それをクリックすると、その世界遺産の情報を見ることができる。
- 同じくソニー一社提供だった音楽番組『僕らの音楽-OUR MUSIC-』（フジテレビ系列）でも、本番組と同様のオープニングスタイルが採られていた[注釈 21]。
- 2010年12月1日のBS-TBS開局10周年では、同局の同日23:00から10分間、同番組初の3D放送（サイド・バイ・サイド方式）として、「屋久島3D特別編」を放送した。
- 2019年4月7日放送回から、副音声による解説放送を開始した。